# Дораэмон
Дораэмон (яп. ドラえもん) — вымышленный персонаж, чрезвычайно популярный в Японии, главный герой одноимённых манга-сериала, аниме-сериала, а также нескольких полно- и короткометражных мультфильмов и множества компьютерных игр для различных платформ. Представляет собой котоподобного робота, который был создан в XXII веке и переместился во времени во вторую половину XX века, чтобы помогать школьнику по имени Нобита Ноби.

## История развития персонажа

### Манга
Впервые Дораэмон появился в манга-сериале «Дораэмон» (яп. ドラえもん), созданном мангака-дуэтом Фудзико Фудзио. Впоследствии персонаж стал визитной карточкой этого дуэта. Первый выпуск сериала появился в декабре 1969 года и был опубликован в шести разных журналах одновременно. В произведении была использована техника супер-деформации. Всего было создано 1344 выпуска. Они публиковались издательством Shogakukan под брендом Tentoumushi (яп. てんとう虫). Всего было выпущено 45 томов. В России манга была лицензирована издательством «Росмэн». 

#### Персонажи
- Дораэмон (яп. ドラえもん) — главный герой. Котообразный робот, созданный в XXII веке (3 сентября 2112 года) и прибывший в XX век для помощи Нобите.
- Нобита Ноби (яп. 野比 のび太 Ноби Нобита) — один из главных героев. Ученик пятого класса, единственный ребенок в семье.
- Сидзука Минамото (яп. 源 静香 Минамото Сидзука) — умная, добрая и красивая девушка.
- Хидэтоси Дэкисуги (яп. 出木杉 英才 Дэкисуги Хидэтоси) — одноклассник и дружелюбный соперник Нобиты, хороший друг Сидзуки.
- Тамако Ноби (яп. 野比 玉子 Ноби Тамако) — мать Нобиты, домохозяйка, носит очки.
- Нобисукэ Ноби (яп. 野比 のび助 Ноби Нобисукэ) — отец Нобиты, наёмный работник.
- Такэси Года (яп. 剛田 武 Го:да Такэси) по прозвищу «Джиан» — сильный и вспыльчивый хулиган.
- Сунэо Хонэкава (яп. 骨川 スネ夫 Хонэкава Сунэо) — ребёнок из богатой семьи. Отличается внешностью — лисьим лицом (унаследованным от матери). Любит выставлять своё материальное состояние напоказ перед всеми, особенно перед Нобитой.

#### Награды
- 1982 год — премия Shogakukan в категории «лучшая детская манга»
- 1997 год — Культурная премия Осаму Тэдзуки

### Аниме
Популярность Дораэмона стала причиной того, что вскоре было решено начать производство одноимённого аниме-сериала. Спустя четыре года после премьеры манги, в 1973 году, на телеканале Nippon Television состоялась премьера адаптации. Было снято и показано 26 серий, но, в отличие от манги, аниме не снискало популярности и в том же году было закрыто.
В 1979 году состоялся перезапуск сериала на телеканале TV Asahi. На этот раз аниме снискало большую популярность, было снято 1787 эпизодов. 25 марта 2005 года сериал был закрыт, а уже 15 апреля TV Asahi 2005 запустил новый с другими сэйю. Перезапуск был приурочен к юбилею Дораэмона. Снято уже более 400 серий.

### Фильмы
Помимо сериалов, существует 28 полнометражных и 8 короткометражных мультфильмов о Дораэмоне.
В списке представлены наиболее известные.
- «Дораэмон: Динозавр Нобиты» (яп. ドラえもん のび太の恐竜 Дораэмон Нобита но кё:рю:, Дораэмон: Динозавр Нобиты)
- «Дораэмон: Динозавр Нобиты 2006» (яп. ドラえもん のび太の恐竜 2006 Дораэмон Нобита но кё:рю: ни мару мару року)
- «Дораэмон: Нобита и большое приключение в Антарктике КатиКоти» (яп. ドラえもん のび太の南極カチコチ大冒険 Дораэмон Нобита но Нанкёку Катикоти дай бо:кэн)
- «Дораэмон: Остров сокровищ Нобиты» (яп. ドラえもん のび太の宝島 Дораэмон Нобита но такарадзима)
- «Дораэмон: Хроника исследования Луны Нобиты» (яп. ドラえもん のび太の月面探査記 Дораэмон Нобита но гэцумэн тансаки)